# Glossocratus ramakrishnai
Glossocratus ramakrishnai är en insektsart som beskrevs av Dash och Chandrasekhara A. Viraktamath 1997. Glossocratus ramakrishnai ingår i släktet Glossocratus och familjen dvärgstritar. Inga underarter finns listade i Catalogue of Life.